# Comarca do Salnés
O Salnés is een comarca van de Spaanse provincie Pontevedra. De hoofdstad is Vilagarcía de Arousa, de oppervlakte 275,2 km² en het heeft 107.618 inwoners (2005).

## Gemeenten
A Illa de Arousa, Vilagarcía de Arousa, Vilanova de Arousa, Ribadumia, Cambados, Meaño, Meis, Sanxenxo en O Grove.